# Reggiana (razza bovina)
La razza reggiana è una razza bovina, e rappresenta il ceppo italiano della razza rossa originaria dell'Europa orientale, allevata nella provincia di Reggio Emilia.

## Storia
I bovini arrivarono in Italia durante il periodo delle invasioni barbariche, probabilmente al seguito di popolazioni provenienti dalla Pannonia o da regioni poste ancora più ad oriente. 
Grazie alla rusticità e alla robustezza della razza, l'allevamento di questi bovini divenne comune nelle province di Reggio Emilia e Parma, almeno fino al secondo dopoguerra, quando molti allevatori, vista la maggiore produzione giornaliera di latte, sostituirono i capi dell'antica razza con animali di razza frisona.
Intorno agli anni ottanta, le bovine di razza rossa nella provincia di Reggio Emilia erano rimaste solamente un migliaio. Nacque così l'Associazione Nazionale Allevatori di Bovine di Razza Reggiana (ANABoRaRe) per la tutela e la garanzia della razza rossa e dei suoi prodotti.

## Caratteristiche morfologiche

### Vacca
- Mantello: color di rosso simile alla cariosside del frumento.
- Statura: al garrese una vacca adulta misura 140 cm. circa.
- Taglia medio grande
- Testa: espressiva, molto distinta e piuttosto lunga;  fronte spaziosa, musello rosa con labbra pronunciate.
- Corna  a  sezione  leggermente  ellittica.
- Peso femmina adulta: 650–700 kg
- Produzione lattea annua media al 2007 8.872 kg
- Mammella: di forma e sviluppo normale; vene ben sviluppate, cute fine, capezzoli a volte abbondanti per lunghezza e spessore.

### Toro
- Mantello: colore più carico sul collo e sulle spalle
- Statura: al garrese, un toro adulto misura 155 cm. circa.
- Corna:  sono  più  grosse e meno incurvate che nella vacca;
- Peli del pisciolare dello stesso colore del mantello, cute dello scroto senza macchie, testicoli molto pronunciati e ben penduli, frequenti i capezzoli rudimentali.

## Caratteristiche del latte
Il latte di vacca rossa presenta un contenuto di proteine, caseina e calcio più elevato rispetto al latte di altre razze lattifere, rendendolo particolarmente adatto alla lavorazione del parmigiano reggiano.
La diversa qualità si nota già nelle fasi di lavorazione pre-caldaia, con una miglior coagulazione e un miglior affioramento del grasso. In caldaia la formazione di grumi omogenei permette di lavorare a una temperatura superiore. Anche in fase di stagionatura il formaggio ha una minor attitudine alla proteolisi, consentendo una più lunga stagionatura e quindi un prodotto di maggior digeribilità.